# Американский народно-революционный альянс
Американский народно-революционный альянс, АПРА (исп. Alianza Popular Revolucionaria Americana, APRA) — пан-американская партия, созданная в 1924 году в Перу Виктором Раулем Айя де ла Торре. От названия партии произошло название последователей — апристы — и идеологии — апризм. В Перу представлен национальной Перуанской партией Априста (АПРА, исп. Partido Aprista Peruano), созданной 20 сентября 1930 года.

## История и идеология
Изначально партию основал Айя де ла Торре, находясь в изгнании в Мехико, как организацию пан-латиноамериканского движения для влияния на всём континенте, но наибольшую популярность и влияние организация получила на родине Айя де ла Торре в Перу. В других странах Латинской Америки АПРА также оказал существенное влияние на ход политической жизни.
Изначально АПРА придерживался пан-латиноамериканизма. Отвергая западную модель капитализма и советского коммунизма, лидер партии Айя де ла Торре считал, что у Латинской Америки (сам он предпочитал термин Индо-Америка) свой путь развития, и должна быть своя модель социалистической национальной экономики.
Основной задачей партии было установление всеобщей демократии, равных прав и уважения к коренному населению. Партия считала необходимым проведение аграрной реформы для передачи земли в коллективную собственность, а также установление государственного контроля за промышленностью.
Айя де ла Торре выступал за свержение семей олигархов-латифундистов, которые правили Перу с колониальных времён, и замену их новым социалистическим руководством. Однако в обмен на легализацию партии в 1950 годах, он отошёл от левых социалистических идей.
Впоследствии единоличное управление партией и стиль управления привели к оттоку из партии многих молодых и талантливых лидеров, ушедших в крайне левые марксистские организации.
За всю историю партии она запрещалась в Перу три раза: в 1931 по 1934, с 1935 по 1945 год и с 1948 по 1956 год. Всё это время АПРА оказывал значительное влияние на политику Перу, несмотря на запреты.

## Политическая деятельность после 1980 года
После многолетнего правления режима военной хунты Хуана Веласко и Франсиско Моралес Бермудеса были назначены свободные выборы, на которых было разрешено участвовать АПРА, в результате партию поддержала достаточная доля избирателей. Лидер партии Айя де ла Торре был назначен председателем Конституционной ассамблеи по разработке новой конституции и намеревался участвовать в выборах президента в 1980 году, но не дожил до этого времени, умерев 2 августа 1979 года.
После смерти лидера партии АПРА расколся на два лагеря. Образовалось два лидера, Армандо Виллануэва и Андрес Таунсенд, которые считали себя наследниками Айя де ла Торре и проводниками истинных идей АПРА. Раскол оказался на руку соперникам, и на выборах президента победил Фернандо Белаунде Терри, тем не менее на выборах в Конгресс и Сенат АПРА удалось победить. На этих выборах начал политическую карьеру Алан Гарсиа Перес, избранный депутатом от провинции Лима, будущий лидер АПРА и будущий президент Перу.
Молодой и харизматичный Гарсиа был избран на пост президента уже на следующих выборах через пять лет, в 1985 году. Гарсиа набрал 45% голосов после первого тура, был назначен второй тур, в котором его соперник мэр Лимы Альфонсо Баррантес Линган отказался участвовать, мотивируя тем, что не хочет продлевать неопределённость с властью в стране. Гарсиа был объявлен президентом 1 июня, а 28 июля, в день независимости Перу, вступил в должность. Он стал первым президентом, избранным от АПРА за всю её 60-летнею историю.
Президентство Гарсиа было не очень успешным, к окончанию срока его полномочий инфляция в стране составила более 7500%.
В мае 1989 года АПРА выбрал нового председателя партии Луиса Альва Кастро, давнего соперника Гарсии. Несмотря на не очень успешное управление партией, Луис Альва Кастро набрал на новых выборах 19,6%, более чем любой другой кандидат в первом туре, но во втором туре победил Альберто Фухимори.
На парламентских выборах 2001 года АПРА набрала 19,7% голосов и получила 26 из 120 мест в перуанском Конгрессе. Кандидат в президенты от партии АПРА Алан Гарсиа Перес получил 25,8%, но проиграл во втором туре Алехандро Толедо.
В 2006 году кампания Гарсии оказалась более удачной, он набрал в первом туре 22,6 % голосов и 52,6 % — во втором туре, опередив Ольянту Умалу, и занял пост президента во второй раз, в должность вступил по традиции в День Независимости 28 июля. На парламентских выборах в Перу 2006 года АПРА набрал 22,6% голосов и занял 36 из 120 мест в Конгрессе Перу.
На выборах в Конгресс 2011 года кандидаты от АПРА получили четыре места из 130, за них проголосовали 6,4% избирателей.
АПРА является членом Социалистического Интернационала. Молодёжная организация партии носит название «Хувентуд Априста Перуана».

## Кандидаты в президенты Перу от АПРА
- 1931 — Виктор Рауль Айя де ла Торре
- 1962 — Виктор Рауль Айя де ла Торре
- 1963 — Виктор Рауль Айя де ла Торре
- 1980 — Армандо Вильянуэва
- 1985 — Алан Гарсиа Перес
- 1990 — Луис Альва Кастро
- 1995 — Мерседес Кабанильяс
- 2000 — Абель Салинас
- 2001 — Алан Гарсиа Перес
- 2006 — Алан Гарсиа Перес
- 2016 — Алан Гарсиа Перес

## Президенты Перу от партии АПРА
- 1985 — Алан Гарсиа Перес
- 2006 — Алан Гарсиа Перес